# Emilia Ciosu
Emilia Elena Ciosu (* 7. Februar 1971 in Bukarest) ist eine rumänische Tischtennisspielerin. In den 1990er Jahren gewann sie das europäische Ranglistenturnier und nahm zweimal an Olympischen Spielen teil.

## Jugend
Die Rechtshänderin Emilia Ciosu machte bereits in ihrer Jugend durch internationale Erfolge auf sich aufmerksam. So wurde sie 1995 bei den Europameisterschaften der Kadetten Zweiter im Einzel hinter Otilia Bădescu, mit der sie in diesem Turnier auch Europameister im Doppel und mit der rumänischen Mannschaft wurde. 1986 stand sie bei der Europameisterschaft der Junioren im Mixed mit dem Kroaten Zoran Primorac im Endspiel, zwei Jahre später erreichte sie das Einzel-Halbfinale.

## Erwachsene
Im Zeitraum von 1986 bis 1994 wurde Emilia Ciosu 11-mal rumänische Meisterin, fünfmal im Einzel, viermal im Doppel und zweimal im Mixed. Von 1991 bis 1997 nahm sie an vier Weltmeisterschaften teil und wurde dabei 1995 mit der Damenmannschaft Vierter. Ebenso wurde sie viermal für Europameisterschaften nominiert. Dabei wurde sie 1992 mit dem Team Europameister. 1996 holte sie im Doppel mit Otilia Bădescu und im Mixed mit Lucjan Błaszczyk Bronze. Ein weiterer Erfolg war der Sieg im europäischen Ranglistenturnier Europe TOP-12 im Jahr 1993 vor Olga Nemes.
Zweimal gelang Emilia Ciosu die Qualifikation zu den Olympischen Sommerspielen. 1992 kam sie im Einzel bis ins Viertelfinale, wo sie gegen die Koreanerin Hyeon Jeong-Hwa ausschied. Das Doppel mit Adriana Năstase-Simion-Zamfir scheiterte in der Qualifikation. Ebenfalls in der Qualifikation schied sie 1996 sowohl im Einzel als auch im Doppel mit Georgeta Cojocaru aus.
In der Saison 1994/95 verhalf sie dem deutschen Oberligaverein Spvg. Birkener Höhe (Rheinland-Pfalz) durch einen Einsatz im Spitzenspiel zum Aufstieg.
Ihr bester Platz in der ITTF-Weltrangliste war Rang 24 Ende 1995.

## Privat
Emilia Ciosu ist verheiratet.

## Turnierergebnisse
| Verband | Veranstaltung                         | Jahr | Ort             | Land | Einzel           | Doppel           | Mixed      | Team |
| ------- | ------------------------------------- | ---- | --------------- | ---- | ---------------- | ---------------- | ---------- | ---- |
| ROU     | Balkan Meisterschaft                  | 1993 | Constanza       | ROU  | Gold             |                  | Gold       | 1    |
| ROU     | Balkan Meisterschaft                  | 1991 | Sakarya         | TUR  | Halbfinale       | Silber           |            | 1    |
| ROU     | Europameisterschaft                   | 1996 | Bratislava      | SVK  | Viertelfinale    | Halbfinale       | Halbfinale |      |
| ROU     | Europameisterschaft                   | 1992 | Stuttgart       | GER  |                  |                  |            | 1    |
| ROU     | Europameisterschaft                   | 1990 | Göteborg        | SWE  | letzte 16        |                  |            |      |
| ROU     | Jugend-Europameisterschaft (Kadetten) | 1985 | Den Haag        | NED  | Silber           | Gold             |            | 1    |
| ROU     | Jugend-Europameisterschaft (Junioren) | 1988 | Novi Sad        | YUG  | Halbfinale       |                  |            |      |
| ROU     | Jugend-Europameisterschaft (Junioren) | 1986 | Louvin La Neuve | BEL  |                  |                  | Silber     |      |
| ROU     | EURO-TOP12                            | 1996 | Charleroi       | BEL  | 5                |                  |            |      |
| ROU     | EURO-TOP12                            | 1995 | Dijon           | FRA  | 2                |                  |            |      |
| ROU     | EURO-TOP12                            | 1994 | Arezzo          | ITA  | 5                |                  |            |      |
| ROU     | EURO-TOP12                            | 1993 | Kopenhagen      | DEN  | 1                |                  |            |      |
| ROU     | Olympische Spiele                     | 1996 | Atlanta         | USA  | sofort ausgesch. | sofort ausgesch. |            |      |
| ROU     | Olympische Spiele                     | 1992 | Barcelona       | ESP  | Viertelfinale    | sofort ausgesch. |            |      |
| USA     | Pro Tour                              | 1998 | Houston         | USA  | Viertelfinale    | Viertelfinale    |            |      |
| ROU     | Pro Tour                              | 1997 | Fort Lauderdale | USA  | letzte 16        | letzte 16        |            |      |
| ROU     | Pro Tour                              | 1996 | Belgrad         | YUG  |                  | Halbfinale       |            |      |
| ROU     | Pro Tour                              | 1996 | Fort Lauderdale | USA  | Viertelfinale    |                  |            |      |
| ROU     | Weltmeisterschaft                     | 1997 | Manchester      | ENG  | letzte 32        | Viertelfinale    | letzte 128 | 7    |
| ROU     | Weltmeisterschaft                     | 1995 | Tianjin         | CHN  | letzte 32        | letzte 16        | letzte 32  | 4    |
| ROU     | Weltmeisterschaft                     | 1993 | Göteborg        | SWE  | letzte 64        | letzte 16        | letzte 16  | 9    |
| ROU     | Weltmeisterschaft                     | 1991 | Chiba City      | JPN  | letzte 64        | letzte 32        | letzte 128 | 6    |
| ROU     | WTC-World Team Cup                    | 1995 | Atlanta         | USA  |                  |                  |            | 2    |